# Xenoplectus
Xenoplectus is een geslacht van spinnen uit de familie bodemjachtspinnen (Gnaphosidae).

## Soorten
De volgende soorten zijn bij het geslacht ingedeeld:
- Xenoplectus armatus Schiapelli & Gerschman, 1958